# نائل آلیشوف
نائل آلیشوف (ترکی آذربایجانی: Nail Alışov؛ زادهٔ ۳۰ ژوئیهٔ ۲۰۰۰) بازیکن فوتبال است.
وی همچنین در تیم ملی فوتبال زیر ۱۹ سال جمهوری آذربایجان بازی کرده‌است.